# Habropogon rufulus
Habropogon rufulus är en tvåvingeart som beskrevs av Pavel Lehr 1960. Habropogon rufulus ingår i släktet Habropogon och familjen rovflugor. Inga underarter finns listade i Catalogue of Life.